# دوایت اف دیویس
دوایت اف دیویس (انگلیسی: Dwight F. Davis؛ زاده ۵ ژوئیهٔ ۱۸۷۹ درگذشته ۲۸ نوامبر ۱۹۴۵) یک تنیس‌باز، و سیاست‌مدار اهل ایالات متحده آمریکا بود.